# Kashinita
La kashinita és un mineral de la classe dels sulfurs. Rep el nom en honor de Stepan Alexandrovich Kashin (Степана Александровича Кашина) (1900-1981), geòleg de l'Institut Central d'Exploració Geològica de Metalls Preciosos i de Base, a Moscou (Rússia), qui va estudiar els dipòsits de platí de la regió de Nizhny Tagil.

## Característiques
La kashinita és un sulfur de fórmula química (Ir,Rh)₂S₃. Cristal·litza en el sistema ortoròmbic. La seva duresa a l'escala de Mohs és 7,5.
Segons la classificació de Nickel-Strunz, la kashinita pertany a «02.DB: Sulfurs metàl·lics, M:S = 2:3» juntament amb els següents minerals: antimonselita, bismutinita, guanajuatita, metastibnita, pääkkönenita, estibina, ottemannita, suredaïta, bowieïta, montbrayita, edgarita, tarkianita i cameronita.

## Formació i jaciments
Va ser descoberta al dipòsit de platí d'Aleksandrov Log, a la regió de Nizhnii Tagil, a l'óblast de Sverdlovsk (Rússia). També ha estat descrita, a banda d'altres indrets del país, al Brasil, Cuba, Canadà, els Estats Units, França, Escòcia, Àustria, Bulgària, Turquia, el Marroc, Madagascar, Myanmar, la República Popular de la Xina, Filipines, Papua Nova Guinea i Austràlia.